# イワナンテン属
イワナンテン属（いわなんてんぞく、学名：Leucothoe、和名漢字表記：岩南天属）はツツジ科の属の一つ。

## 特徴
常緑または落葉の低木。葉は単葉で枝に互生し、縁に鋸歯がある。枝先または葉腋に総状花序をつけ、数個から多数の花をつける。萼は鐘形で5深裂する。花冠はつぼ形または筒型で、花冠の先が5浅裂し、先は反曲する。
アジア、南北アメリカに約45種分布し、日本では2種知られている。

## 種

### 日本の種
- イワナンテン Leucothoe keiskei Miq.
- ハナヒリノキ Leucothoe grayana Maxim.
  - エゾウラジロハナヒリノキ（ヒロハハナヒリノキ）Leucothoe grayana Maxim. var. glabra Komatsu ex Nakai
  - ウラジロハナヒリノキ（コシノハナヒリノキ）Leucothoe grayana Maxim. var. hypoleuca Nakai
  - ヒメハナヒリノキ Leucothoe grayana Maxim. var. parvifolia (H.Hara) Ohwi
  - ウスユキハナヒリノキ Leucothoe grayana Maxim. var. pruinosa (H.Hara) Ohwi
  - ハコネハナヒリノキ Leucothoe grayana Maxim. var. venosa Nakai

### 外来種
- アメリカイワナンテン Leucothoe catesbaei (Walter) A.Gray